# Мухата II
„Мухата II“ (на английски: The Fly II) е американски научнофантастичен филм на ужасите на режисьора Крис Уалас, продължение на филма „Мухата“.

## Сюжет
Внимание:  Текстът по-долу разкрива сюжета на произведението (или части от него)!
Няколко месеца след смъртта на Сет Брандъл, неговата приятелка Вероника Куайф ражда общото им дете. По време на раждането от тялото ѝ се появява пашкул, подобен на огромен ембрион. Виждайки това, Вероника едва не умира от страх, тъй като ужасният кошмар, който я е преследвал в съня ѝ, се е превърнал в реалност. В пашкула обаче лекарите откриват не чудовище, а обикновено човешко дете. Момчето е наречно Мартин и заживява в изследователската лаборатория на Антон Барток, чиято фирма финансира експериментите на баща му. В лабораторията, където живее Мартин, се провеждат експерименти с телепортация, но те са неуспешни. Изследователите са успели да сглобят устройства, подобни на направените някога от Сет Брандъл, но учените не могат да намерят правилния алгоритъм.
Мартин расте много по-бързо от връстниците си и до тригодишна възраст изглежда като 10-годишно момче. Интелектът му също се развива с невиждани темпове. По време на един от експериментите Мартин влиза в лабораторията, където провеждат експеримент с куче, с което Мартин преди това е станал приятел. След неуспешна телепортация осакатеното куче напада един от служителите и му отхапва пръстите на ръката. Две години по-късно 5-годишният Мартин вече изглежда като 20-годишен младеж. Барток му показва видеокасета на Вероника Куайф, в която баща му празнува успеха си с експеримента и предлага да продължи работата на Сет Брандъл. Мартин се съгласява, намира правилния алгоритъм и първият експеримент за телепортация с коте се оказва успешен. Докато работи, Мартин среща лаборантката Бет Логан и двамата започват любовна афера. Скоро Мартин случайно открива същото телепортирано куче, което е оставено за по-нататъшни експерименти, въпреки че Барток е казал, че е умряло без мъки. От съжаление Мартин я приспива с хлороформ и от този момент расте недоверието между него и персонала на лабораторията.
На Мартин е казано, че расте бързо поради някакво необичайно заболяване, и затова редовно му поставят инжекции, но при една от процедурите иглата се счупва и на ръката на Мартин остава малка рана, която скоро започва да расте и в нея се появява някакъв вид слуз. Това ужасно плаши Мартин и той наистина се надява, че „чудодейните“ инжекции ще му помогнат, но се оказва, че през цялото време в кръвта му е бил инжектиран обикновен физиологичен разтвор, тоест безвредна солена вода. Междувременно Бет получава видеокасета, от която младите хора научават, че в новия апартамент на Мартин е инсталирано наблюдение. Разярен, Мартин чупи скритата камера и нахлува в лабораторията, където открива видеозаписи с баща си, направени по времето, когато Сет Брандъл вече е започнал да се превръща в муха, и открива цялата истина.
Мартин се опитва да реши проблема си чрез телепортиране, но скоро разбира, че само едно нещо може да го спаси: той трябва да се телепортира заедно с „обикновен“ човек. След това хромозомите на Мартин ще бъдат изчистени от гените на мухата, като преминат в хромозомите на донора, превръщайки го в генетично чудовище. Мартин не може да вземе решение да предприеме тази стъпка и бяга от лабораторията при Бет. Младите хора отиват при Стейтис Боранс, бившия любовник на Вероника Куайф, и Мартин е много обнадежден, че Боранс има лекарство, което може да му помогне. Но Боранс само потвърждава версията, че единственият изход за Мартин е съвместна телепортация със здрав човек. По време на пътуването лицето на Мартин започва да се смалява и той постепенно губи човешкия си вид.
Мартин и Бет наемат хотелска стая, но тази нощ Мартин започва да расте в паяжини и се превръща в пашкул. Отчаяна, Бет се обажда на персонала на лабораторията и Мартин е доведен в лабораторията под формата на огромен пашкул, покрит с дебела черупка. След известно време огромно чудовище с шест крака се излюпва от пашкула, но чудовището запазва човешкия ум на Мартин. След като убива пазача, чудовищния Мартин улавя Барток и се телепортира с него. Нахлулите в лабораторията служители откриват Барток, който се е превърнал в безформена движеща се маса, и Мартин, който се е отървал от гените на мухата и е станал нормален човек.
Във финала на филма е показана „биомасата“, в която се е превърнал Барток, която се съхранява и храни в същата стая, където преди това е било държано осакатеното куче.

## Актьорски състав
| Актьор        | Роля                                                                            |
| ------------- | ------------------------------------------------------------------------------- |
| Ерик Столц    | Мартин Бръндъл – син на Сет Бръндъл (ученият, изобретил машина за телепортация) |
| Харли Крос    | 10-годишният Мартин                                                             |
| Дафне Зунига  | Бет Логан – лаборантка и приятелка на Мартин                                    |
| Лий Ричардсън | Антон Барток – ръководител на изследователската лаборатория                     |
| Гари Чок      | Скорби                                                                          |
| Ан Мари Лий   | Джейнуей                                                                        |
| Франк Търнър  | Норман Шепърд                                                                   |
| Джон Гец      | Стейтис Боранс – бивш редактор на списание                                      |

## Снимачен процес
- Първоначално филмът е предвиден като история за клонирането и „възкресението“ на Сет Брандъл, но след това е решено да изградят сюжета около сина му.
- Реквизитът „Телепортационно оборудване“ от първия филм не е запазен и затова трябвало да бъде преправен за продължението.
- Филмът съдържа фина препратка към Дейвид Кроненбърг, режисьор на първия филм. В сцената, когато 4-годишният Мартин си проправя път покрай спящия пазач, до него може да се види книгата „Формата на яростта“, в която се обсъждат филмите на Кроненбърг и е с неговия образ на корицата.
- Джон Гец е единственият актьор от първия филм, който се съгласява да участва в продължението.
- Видеозаписът от интервюто на баща му, който Мартин гледа, всъщност е изтрита сцена от първата част. Вместо Джийна Дейвис, канадската актриса Сафран Хендерсън отново озвучава Вероника.
- Мартин Брандъл научава истината за болестта си, след като гледа видео как баща му се превръща в муха. Въпреки това, според сюжета на първата част, този епизод не е заснет.
- На Киану Рийвс е предложена ролята на Мартин Бръндъл, но я отказва.
- Сценарият на филма разкрива причината, поради която Стейтис Боранс живее в отделна селска къща: той я е получил като подкуп за мълчанието си за случилото се (Барток му е казал, че Вероника е починала с детето). Освен това в ранна чернова на сценария Боранс е този, който е взел дисковете с правилната програма за оборудването за телепортиране, преди Барток да вземе самото оборудване за телепортиране. По-късно обаче тази подробност е премахната от сценария и така в окончателната версия на филма остава неясно защо машините за телепортиране са престанали да функционират нормално.
- Зелените проблясъци на светлината между всеки надпис в заглавната поредица всъщност са заимствани от алтернативна, неизползвана заглавна поредица за първия филм.
- В някои щати на САЩ в кината, където е премиерата на филма, в залата е имало медицински работници, в случай че някой зрител се уплаши от ужасите, които се случват на екрана.
- За филма е направен необичаен трейлър, в който няма видео материал, а само показания на сърдечен монитор в кадър и писъци на родилка.
- Актьорът Винсент Д'Онофрио е първият избор за ролята на Мартин Брандъл. Заснети са няколко малки поредици, но след прегледа им създателите на филма решават, че Д'Онофрио не е подходящ за ролята. Тогава Ерик Столц е поканен да играе Мартин, но първоначално той отказва ролята, защото не харесва сценария. Сценарият е коригиран и Щолц се заема с ролята с голям ентусиазъм. Столц я харесва толкова много, че поиска да го наричат „Мартин“ на снимачната площадка, а на гърба на личния му стол е написано не „Ерик Столц“, а „Мартин Брандъл“.
- Мел Брукс не е продуцент на този филм, но именно той предлага на режисьора Крис Уалас актрисата Дафни Сунига за ролята на Бет Логан. Сунига свършва страхотна работа като принцеса Веспа в „Космически топки“ на Мел Брукс, поради което Брукс я препоръчва за продължението на „Мухата“.
- Крис Уалас отхвърля предложението да стане дизайнер на специални ефекти и кукли за филма „Гремлини 2: Новата партида“, за да режисира „Мухата II“.
- По време на началната сцена на „Fox 20th Century“ могат да се чуят бръмчащи звуци на мухи.
- Мартин Брандъл е роден седем месеца след като Сет Брандъл е убит от Вероника Куайф.
- Първоначално филмът трябвало да бъде заснет в Торонто, където е заснет „Мухата“. Декорите в Торонто обаче не са достатъчно големи, така че снимките са преместени във Ванкувър в „Bridge Studios“.
- Оръжията, използвани от Сорби и Барток, за да убият Мартин, са картечен пистолет Heckler&Koch HK9A3 и пистолет Desert Eagle VII.
- Филмът първоначално е оценен с „X“ от MPAA поради сцената, в която главата на Харгис е смачкана от асансьор. Режисьорът Крис Уалас обжалва решението и MPAA дава на филма оценка „R“ без никакви промени в сцената.
- Звуковият ефект на плачещото бебе на Мартин в началната сцена е използван повторно в „Тенекиена играчка“ на Pixar (1988).
- Мутиралото чудовище, в което се превръща Барток, се играе от Марк Уалас, брат на режисьора Крис Уалас.